# Fiyi en los Juegos Paralímpicos de Sídney 2000
Fiyi estuvo representado en los Juegos Paralímpicos de Sídney 2000 por cuatro deportistas masculinos. El equipo paralímpico fiyiano no obtuvo ninguna medalla en estos Juegos.